# ترانسپورتر
ترانسپورتر (به انگلیسی: The Transporter) (به فرانسوی: Le Transporteur) یک فیلم محصول آمریکا و فرانسه در ژانر اکشن-دلهره‌آور به کارگردانی کری یوئن با بازی جیسون استاتهام محصول سال ۲۰۰۲ می‌باشد. فیلم ترانسپورتر ۲ در سال ۲۰۰۵ و فیلم ترانسپورتر ۳ در سال ۲۰۰۸ اکران شد.

## داستان
فرانک مارتین (با بازی استاتهام) مامور ویژه سابق ارتش است که مقام های نظامی ورزشی زیادی داشته . او حالا با خودروی لوکس و خود یک bmw 735 s است  به طور خصوصی کار می کند . کار او انتقال بسته های عمدتا غیر قانونی و خطرناک و تحویل آنها به مشتری هاست و برای این کار دستمزدهای بسیار بالایی می گیرد . از ویژگی های او توانایی های فردی در مبارزه ، رانندگی متبحرانه برای گریز از دست پلیس و خودروی کم نظیر اوست که باعث شده مشتریان خاصی به او سفارش کار بدهند . برای او فرقی نمی کند که برای چه کسی کار کند و به خاطر همین ویژگی حتی سارقان بانک هم به جای استفاده از خودروی خود به او مراجعه می کنند تا بتوانند سرقت موفقی داشته باشند . اما در یکی از این انتقال بسته ها که کارفرما شخص حیله گر و بسیار خطرناکی است مشکل بزرگی برای فرانک به وجود می آید . کارفرما تصمیم دارد پس از انتقال بسته که یک دختر جوان است ، فرانک را هم از بین ببرد تا خیالش آسوده تر باشد . از قضا فرانک در بین راه که به تکان خوردن بسته مشکوک می شود به خاطر دلسوزی و انسانیت گوشه ای از بسته را باز می کند تا دختر جوان نفس بکشد و نوشیدنی کمی بخورد اما دختر با زرنگی می گریزد و این اولین بار است که فرانک در انتقال بسته به مشکل بر می خورد . پس از اینکه فرانک متوجه قصد سوء کارفرما برای از بین بردن خودش می شود و خودروی زیبایش در این گیرودار نابود می شود برای انتقام به نزد کارفرما می رود که دوباره گرفتار رابطه دوستانه با دختر مذکور می شود . دختر جوان که فرزند یک تاجر غیر قانونی انسان است از فرانک طلب کمک می کند . پلیس به فعالیت های فرانک مشکوک می شود اما مامور پلیس که به نیت درست فرانک پی می برد به او در فرار از بازداشتگاه و نجات جان انسان هایی که در کانتینرها گرفتار شده اند کمک می کند ...